# Karlovy Vary (distrikt)
Karlovy Vary (tjeckiska: Okres Karlovy Vary) är ett distrikt i Karlovy Vary i Tjeckien. Centralort är Karlovy Vary.

## Komplett lista över städer och byar

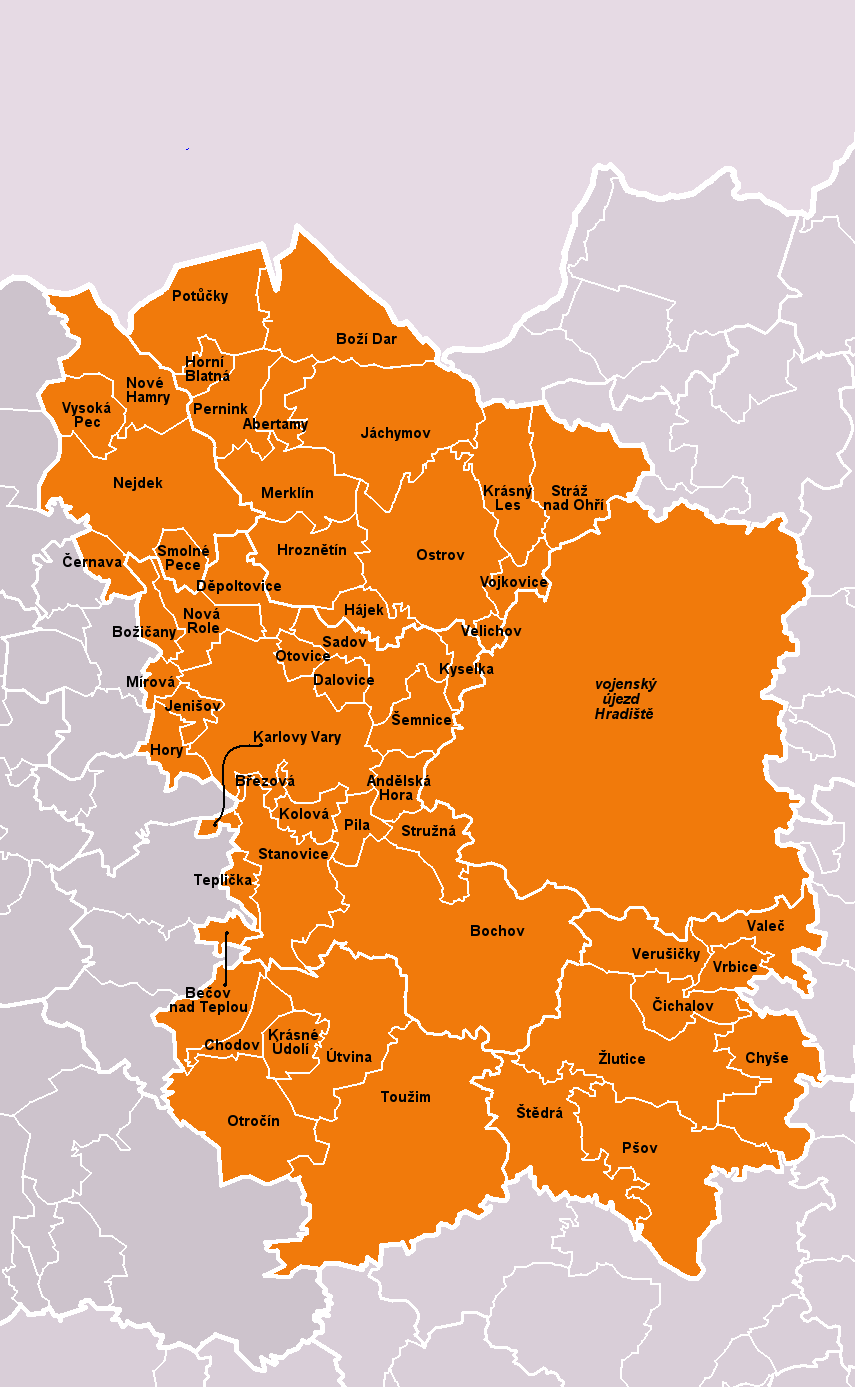
Städer och byar

- Karlovy Vary
- Abertamy
- Andělská Hora
- Bečov nad Teplou
- Bochov
- Boží Dar
- Božičany
- Březová
- Černava
- Čichalov
- Dalovice
- Děpoltovice
- Hájek
- Horní Blatná
- Hory
- Hradiště
- Hroznětín
- Chodov
- Chyše
- Jáchymov
- Jenišov
- Kolová
- Krásné Údolí
- Krásný Les
- Kyselka
- Merklín
- Mírová
- Nejdek
- Nová Role
- Nové Hamry
- Ostrov
- Otovice
- Otročín
- Pernink
- Pila
- Potůčky
- Pšov
- Sadov
- Smolné Pece
- Stanovice
- Stráž nad Ohří
- Stružná
- Šemnice
- Štědrá
- Teplá
- Teplička
- Toužim
- Útvina
- Valeč
- Velichov
- Verušičky
- Vojkovice
- Vrbice
- Vysoká Pec
- Žlutice